# Intercambiador Iyo
El Intercambiador Iyo (伊予インターチェンジ Iyo-intāchenji?) es un intercambiador que se encuentra en la Ciudad de Iyo de la Prefectura de Ehime. Es el séptimo intercambiador de la Autovía de Matsuyama viniendo desde la Prefectura de Kagawa.

## Cruces importantes
- Ruta Nacional 56

## Intercambiador anterior y posterior
- Autovía de Matsuyama

Intercambiador Matsuyama << Intercambiador Iyo >> Intercambiador Uchiko Ikazaki